# اچ‌ام‌سی‌اس درومهلر (کی۱۶۷)
اچ‌ام‌سی‌اس درومهلر (کی۱۶۷) (به انگلیسی: HMCS Drumheller (K167)) یک کشتی بود که طول آن ۲۰۵ فوت (۶۲٫۴۸ متر) بود. این کشتی در سال ۱۹۴۱ ساخته شد.